# Aufstand der Encomenderos in Peru

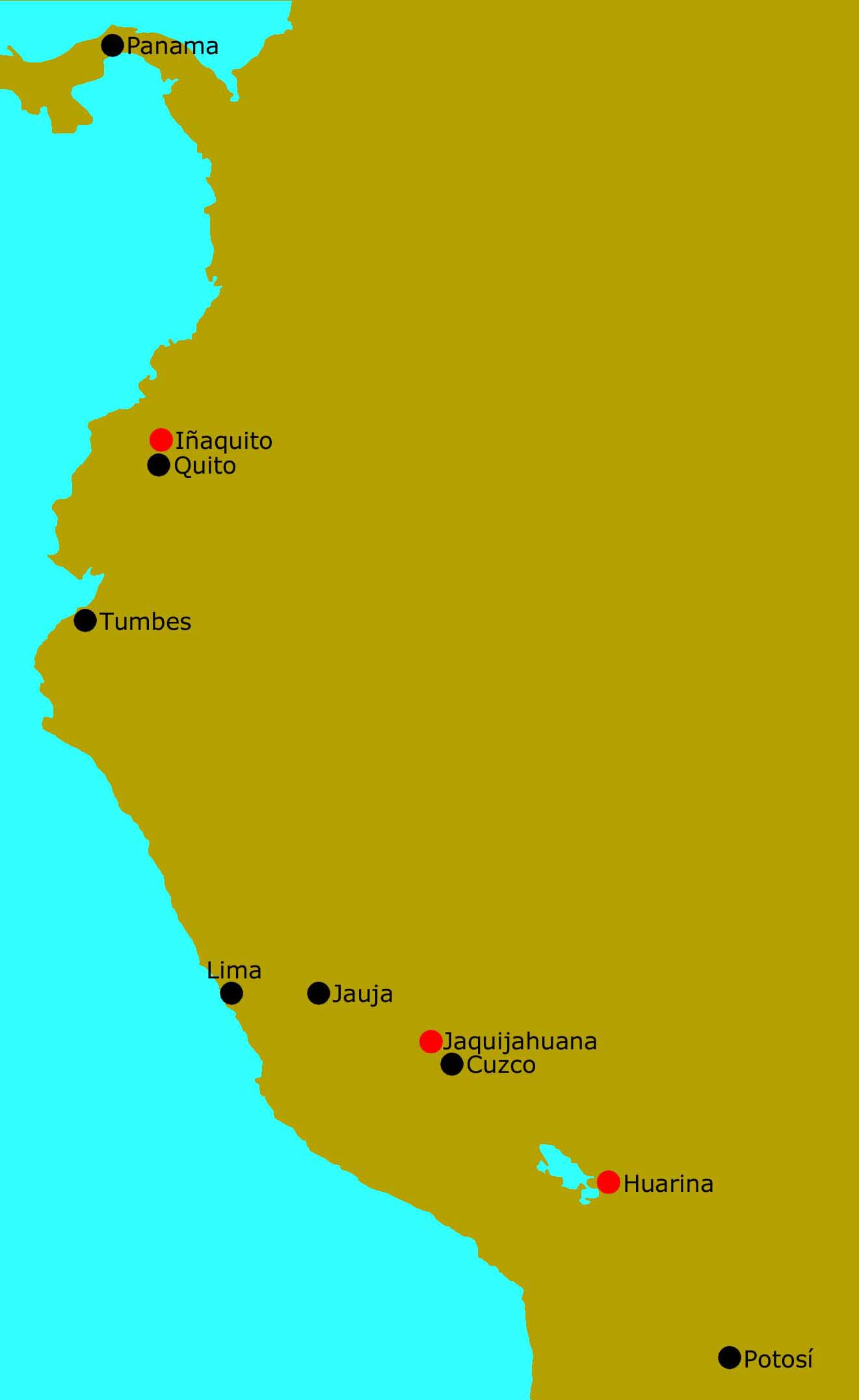
Teil des Vizekönigreiches Peru 1548

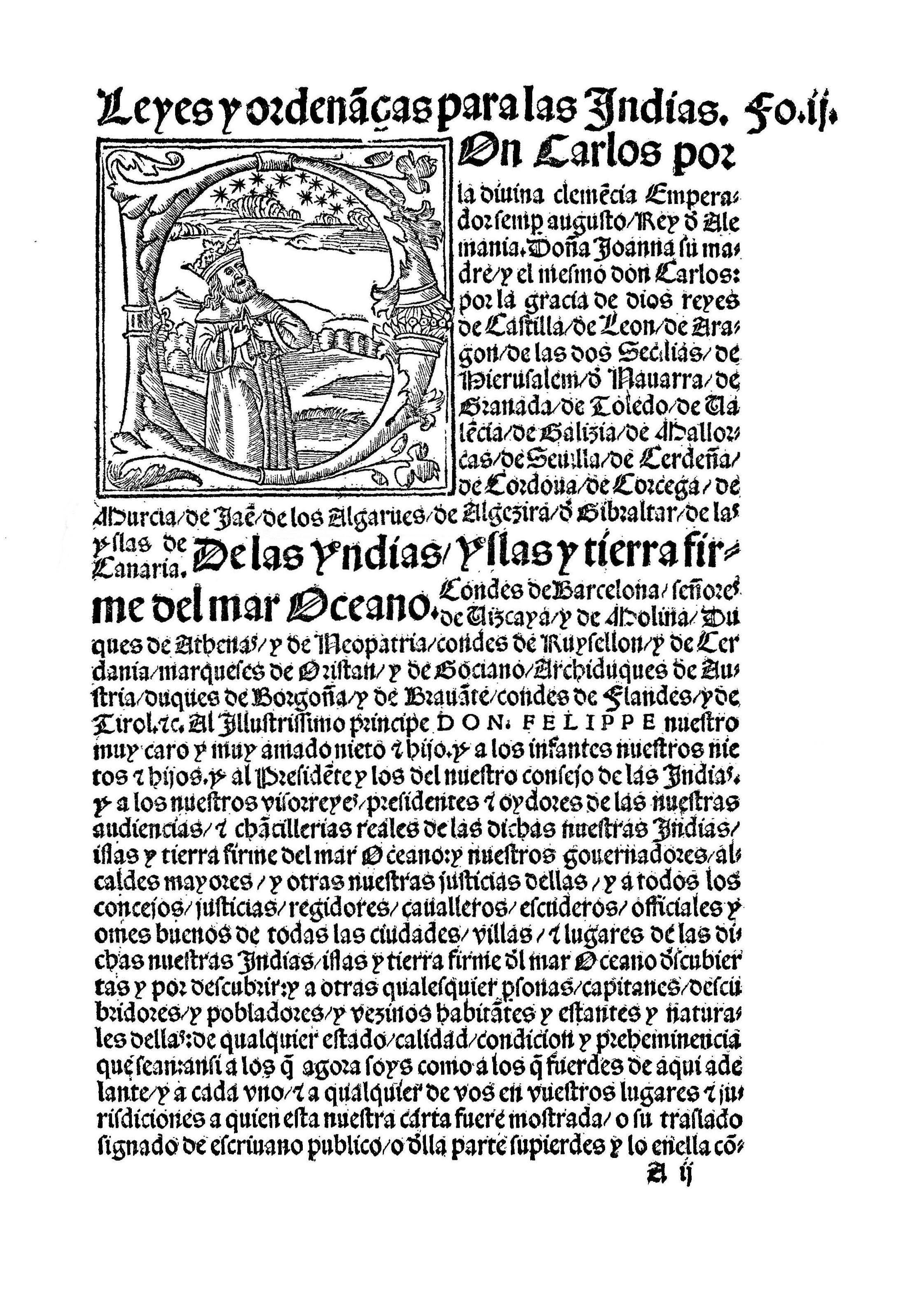
Erste Seite der Leyes Nuevas
De las Yndias yslas y tierra firme del mar oceano sind hervorgehoben

Der Aufstand der Encomenderos in Peru ab dem Jahr 1544 richtete sich gegen die Einschränkungen ihrer Rechte durch die zwei Jahre zuvor von König Karl I. von Kastilien erlassenen Leyes Nuevas („Neue Gesetze“). Nach blutigen Auseinandersetzungen und der Außerkraftsetzung eines Teils der Vorschriften wurde der Aufstand im Jahr 1548 niedergeschlagen.

## Anlass
Am 20. November 1542 erließ König Karl I. die Leyes Nuevas. Diese Zusammenfassung von königlichen Anordnungen enthielt neben Veränderungen in der Kolonialverwaltung auch Maßnahmen zum Schutz der indigenen Bevölkerung. Die meisten Encomenderos in Peru waren Konquistadoren, die an der Eroberung Amerikas teilgenommen hatten. Ihnen waren für ihre Dienste Encomiendas gewährt worden, die einen großen Teil ihres Vermögens ausmachten. Sie sahen sich durch den Abschnitt 30 der Leyes Nuevas um den Lohn für ihre Dienste gebracht:
„Außerdem ordnen wir an und befehlen wir, dass ab jetzt in Zukunft kein Vizekönig, kein Gouverneur, kein Gericht, kein Entdecker oder sonst eine Person Indios übergeben kann als neue Versorgung, weder durch Verzicht noch Schenkung, Verkauf noch irgendeine andere Art, nicht durch Berufung noch Erbschaft, sondern, wenn die Person, die eine Encomienda hat, stirbt, werden diese Indios an unsere königliche Krone übergeben.
Von den insgesamt 5.000 Spaniern, die im Vizekönigreich Peru lebten, waren 400 Encomenderos. Sie hatten aufgrund ihrer wirtschaftlichen und sozialen Stellung einen großen Einfluss.
Diese Encomenderos drückten durch die Stadträte ihren Unwillen aus und beantragten, beim Vizekönig die vorläufige Außerkraftsetzungen der betreffenden Teile der Leyes Nuevas. Darüber hinaus sollten unverzüglich Vertreter nach Spanien geschickt werden, um dort die Rücknahme der Anordnungen zu bewirken.

## Verlauf

### Ankunft des ersten Vizekönigs
Am 1. März 1543 wurde Blasco Núñez de Vela zum ersten Vizekönig von Peru ernannt. Er erreichte Ciudad de los Reyes (heute Lima) am 17. Mai 1544 und trat dort sein Amt an. Er ging sofort daran, die Leyes Nuevas unnachgiebig durchzusetzen, während die Real Audiencia von Lima versuchte, mit den Encomenderos über eine allmähliche Einführung der neuen Bestimmungen zu verhandeln.

### Schlacht von Iñaquito

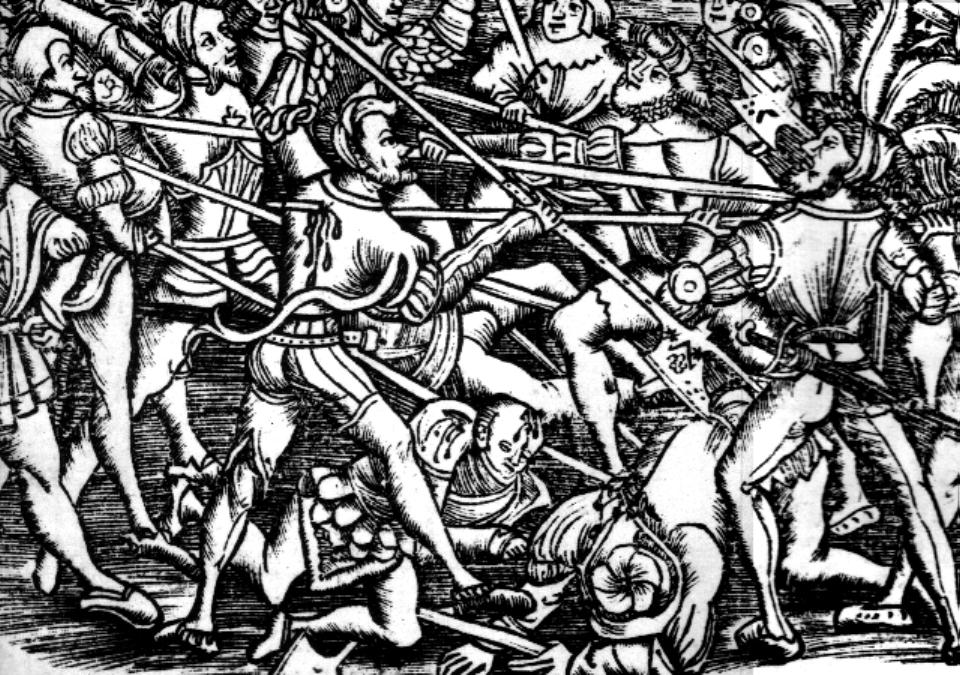
Schlacht von Iñaquito
Grafik von Francisco López de Gomara aus dem Jahr 1554

Nachdem der Vizekönig in einem Wutanfall Illán Suárez de Carbajal, einen bekannten Konquistador und Bevollmächtigten der Encomenderos, mit einem Dolchstoß ermordet hatte, befahlen die Richter der Audiencia am 18. September 1544 die Festnahme des Vizekönigs. Er sollte als Gefangener unter der Aufsicht des Richters Juan Álvarez nach Spanien gebracht werden.
Am 28. Oktober 1544 besetzte eine Armee der Encomederos die Stadt Ciudad de los Reyes. Gonzalo Pizarro wurde zum Gouverneur, faktisch zum Vizekönig von Peru proklamiert. Dem abgesetzten Vizekönig Blasco Núñez de Vela gelang in Tumbes die Flucht. Im Namen des Königs rekrutierte er eine Armee, mit der er den von Gonzalo Pizarro geführten Rebellen entgegentrat. Am 18. Januar 1546 kam es in Iñaquito (Añaquito) in der Nähe von Quito zu einer Schlacht. Die Armee der Rebellen unter dem Befehl von Gonzalo Pizarro siegte über die königliche Armee. Blasco Núñez de Vela wurde auf dem Schlachtfeld geköpft.

### Pedro de la Gasca als Vorsitzender der Audiencia von Lima
Eine der ersten Maßnahmen Gonzalo Pizarros war es, den Hafen von Panama, der damals zum Vizekönigreich Peru gehörte, zu besetzen, sodass der Kontakt mit Spanien überwacht und teilweise unterbunden werden konnte. Der Schaden, den die Krone dadurch erlitt, war sehr groß, denn die Lieferungen von Gold und Silber an den Hof wurden unterbrochen. 
Kaiser Karl V. hatte 1543 seinen damals sechzehnjährigen Sohn Philipp zum Regenten in Spanien eingesetzt. Der beriet das Problem mit den Mitgliedern des Indienrates (Consejo de Indias) und des Staatsrates (Consejo de Estado). Am Ende sprach sich nur eine Minderheit für die Entsendung eines Militärexperten aus, um den Aufstand niederzuschlagen und die Siedler exemplarisch zu bestrafen. Die Mehrheit befürwortete den Versuch einen Rechtsgelehrten in das Vizekönigreich zu entsenden, der mit Klugheit und Verhandlungsgeschick die Aufständischen zur Unterwerfung unter die Herrschaft des Kaisers und die Einhaltung der Gesetze bewegen sollte. Kaiser Karl folgte dieser Empfehlung und ernannte am 16. Februar 1546 den Theologen und Rechtswissenschaftler Pedro de la Gasca zum Vorsitzenden der Audiencia von Lima und stattete ihn mit umfangreichen Vollmachten aus.
Pedro de la Gasca konnte den Zusammenhalt der Encomenderos dadurch schwächen, dass er bei seiner Ankunft in Panama eine Amnestie für alle, die sich den Truppen des Königs anschlössen, verkündete. Darüber hinaus gab er bekannt, dass Kaiser Karl V. bereits am 20. Oktober 1545 in einer Anordnung verschiedene Regelungen der Leyes Nuevas widerrufen hatte. Im November 1546 erreichte Pedro de la Gasca, dass Pedro Alonso de Hinojosa die königliche Begnadigung für seine bisherige Beteiligung an dem Aufstand annahm und sich mit der ihm unterstehenden Flotte der Aufständischen in Panama den königlichen Truppen anschloss.
Am 1. Juli 1547 landeten die königlichen Truppen in Tumbes und zogen in das Tal von Jauja, wo es genug Lebensmittel für einen längeren Aufenthalt einer ständig größer werdenden Menge von Soldaten gab.

### Sieg der Rebellen bei Huarina
Die Aufhebung der umstrittenen Teile der Leyes Nuevas und die Amnestie brachten auch den Encomendero Diego Centeno, der zunächst Gonzalo Pizarro unterstützt hatte, dazu, sich wieder königstreu zu verhalten. Ihm schlossen sich eine große Anzahl früherer Anhängern Gonzalo Pizarros an. Am 9. Juni 1547 konnte er Cusco gegen nur geringen Widerstand einnehmen. Er begann dort mit der Organisation einer Armee und wurde vom Stadtrat von Cusco zum Generalkapitän im Namen des Königs gewählt. Für Gonzalo Pizarro, der sich in Lima befand, war die Einnahme Cuscos ein Prestigeverlust. Er entschied sich, Lima zu verlassen und ins Hochland zu marschieren, ohne einen genauen Plan zu haben. Über Boten hatte Diego Centeno Kontakt mit Pedro de La Gasca aufgenommen. Der riet ihm, sich nicht auf eine Schlacht gegen die Truppen Gonzalo Pizarros einzulassen, wenn er nicht absolut sicher sei, diese gewinnen zu können. Aufgrund der zahlenmäßigen Überlegenheit seiner Armee glaubte Diego Centeno an einen Sieg gegen die Aufständischen. Da er selbst an einer Lungenentzündung erkrankt war, übergab er die Führung an den aus Sevilla stammenden Hauptmann Luis de Ribera. Am 20. Oktober 1547 standen sich die zwei Armeen bei Huarina gegenüber. Die Stärke der Aufständischen lag in den etwa 500 Arkebusenschützen, die von dem über achtzig Jahre alten Francisco de Carvajal geführt wurden. Sie konnten dadurch, dass die Schützen mit je drei Arkebusen ausgerüstet waren, ohne nachzuladen Schüsse in kurzer Folge abgeben. Das führte bei dem Gegner zu erheblichen Verlusten. 350 Soldaten Centenos wurden getötet, der Rest konnte sich durch die Flucht retten. Nach seinem unerwarteten Sieg in Huarina zog Gonzalo Pizarro nach Cusco.

### Niederlage der Rebellen in der Ebene von Jaquijahuana
Nachdem das Heer der Aufständischen einige Zeit zur Erholung in Cusco verbracht hatte, errichtete es, um der Gefahr einer Belagerung zu entgehen, ein Lager auf der Ebene von Jaquijahuana. Pedro de la Gasca hielt die königliche Armee nun auch für stark genug, um einen Kampf gegen die Aufständischen zu gewinnen. Bei Sonnenaufgang am 9. April 1548 traten beide Seiten zur Schlacht an. Gonzalo Pizarros Armee hatte insgesamt etwa tausend Soldaten. Die von Pedro de Valdivia geführte königliche Armee setzte sich aus siebenhundert Arkebusieren, fünfhundert Pikenieren und mehr als vierhundert berittenen Soldaten zusammen. Die Truppen standen sich gegenüber, es kam praktisch nicht zu Kampfhandlungen. Nach kurzer Zeit ereigneten sich die ersten Desertionen bei den Truppen Gonzalo Pizarros. Viele der Rebellen liefen auf dem Schlachtfeld zu den königlichen Truppen über. Um 11 Uhr versuchte Gonzalo Pizarro einen verzweifelten Angriff. Mit seiner zusammengeschrumpften Truppe hatte er keine Chance. Er wurde gefangen genommen und zusammen mit Francisco de Carvajal und weiteren Offizieren von einem Kriegsgericht zum Tod durch Enthaupten verurteilt.

## Weitere Entwicklung
Nachdem er in Peru Frieden hergestellt hatte, ging Pedro de la Gasca daran, das Vizekönigreich zu reorganisieren. Er regierte zwischen 1548 und 1549 als Präsident der Real Audiencia von Lima anstelle eines Vizekönigs. Danach kehrte er nach Spanien zurück und überließ die Regierung den vier Richtern der Real Audiencia von Lima, bis zur Ankunft des zweiten Vizekönigs von Peru, Antonio de Mendoza, im Jahr 1551.
Im Jahr 1553 führte Francisco Hernández Girón einen weiteren Aufstand  (Rebelión de Girón) gegen die Anwendung der Leyes Nuevas an. Francisco Hernández Girón war ein Encomendero, der aktiv auf der königstreuen Seite an der Schlacht von Jaquijahuana im Jahr 1548 teilgenommen hatte. Nach ersten militärischen Erfolgen wurden die Aufständischen im Oktober 1554 in der Schlacht von Pucará besiegt. Francisco Hernández Girón wurde im Dezember in Lima hingerichtet.